# Eduroam
eduroam（英語：education roaming）是泛欧洲科研与教育网络协会2003年发起的，为科研和教育机构开发的一套环球跨域无线漫游认证服务，目前已覆盖一百多个国家和地区超過6000家的科研、教育机构。该服务基于IEEE 802.1X，加入eduroam联盟的机构成员可使用机构提供的合法账号，在全球已加入eduroam联盟的机构内实现无线网络访问的无障碍漫游。